# Vandiemenia ratkowskiana
Vandiemenia ratkowskiana là một loài rêu trong họ Vandiemeniaceae. Loài này được Hewson mô tả khoa học đầu tiên năm 1982.